# Secche della Meloria
Le Secche della Meloria sono costituite da alcuni scogli che affiorano nel mar Ligure a 6,1 chilometri (3,8 miglia) a nord-ovest di Livorno. La superficie interessata è di circa 40 km² e si estende all'interno di un'area a forma triangolare nel tratto marino compreso tra la costa livornese e l'isola di Gorgona.

## Descrizione
Il toponimo Meloria deriva dal nome latino (Insula Maenaria) con cui erano chiamate in età romana, probabilmente a causa della presenza di un tipo di pesce (maena). Le secche sono segnalate dal Faro meridionale della Meloria, che è stato costruito nei pressi della preesistente Torre della Meloria, e dal Faro settentrionale della Meloria situato sullo scoglio all'estremità settentrionale dell'area delle secche.
Geologicamente le secche sono costituite da una panchina calcareo-arenacea, con alcuni tratti affioranti ed emersi, e corrispondono a una faglia sottomarina attiva, denominata Faglia della Meloria, responsabile finora di terremoti di media intensità, che in alcuni casi hanno innescato anche maremoti di moderata entità.
I fondali sono caratterizzati da una folta presenza di praterie di Posidonia. Le profondità sono tra -1 e -4 metri nel tratto marino compreso tra lo scoglio del Faro settentrionale della Meloria e lo scoglio della Torre della Meloria. Il versante occidentale delle secche si caratterizza per la presenza di tre piattaforme intervallate da altrettante scarpate marine, con i rispettivi margini collocati alla profondità di -6, -12 e -15 metri al di sotto dell'attuale livello marino, mentre il versante orientale digrada in modo regolare e uniforme verso la costa toscana. Due precipizi sottomarini fanno invece digradare le estremità settentrionali e meridionali dell'area delle secche verso i corrispondenti fondali esterni: all'estremità settentrionale il passaggio è tra i -8 e i -25 metri, mentre all'estremità meridionale il salto è da -9 a -27 metri di profondità.
Nelle acque attorno alla Meloria nel 1284 avvenne la battaglia della Meloria, ove Genova travolse Pisa, mentre nel 1722 furono rinvenute quattro teste bronzee d'epoca rinascimentale (i Bronzi della Meloria) che oggi sono conservate nel museo archeologico di Firenze.
Il 9 novembre 1971 presso la Meloria avvenne un incidente aereo che coinvolse un aereo militare britannico con a bordo sei membri dell'equipaggio e quarantasei militari della Brigata paracadutisti "Folgore".